# Orarion

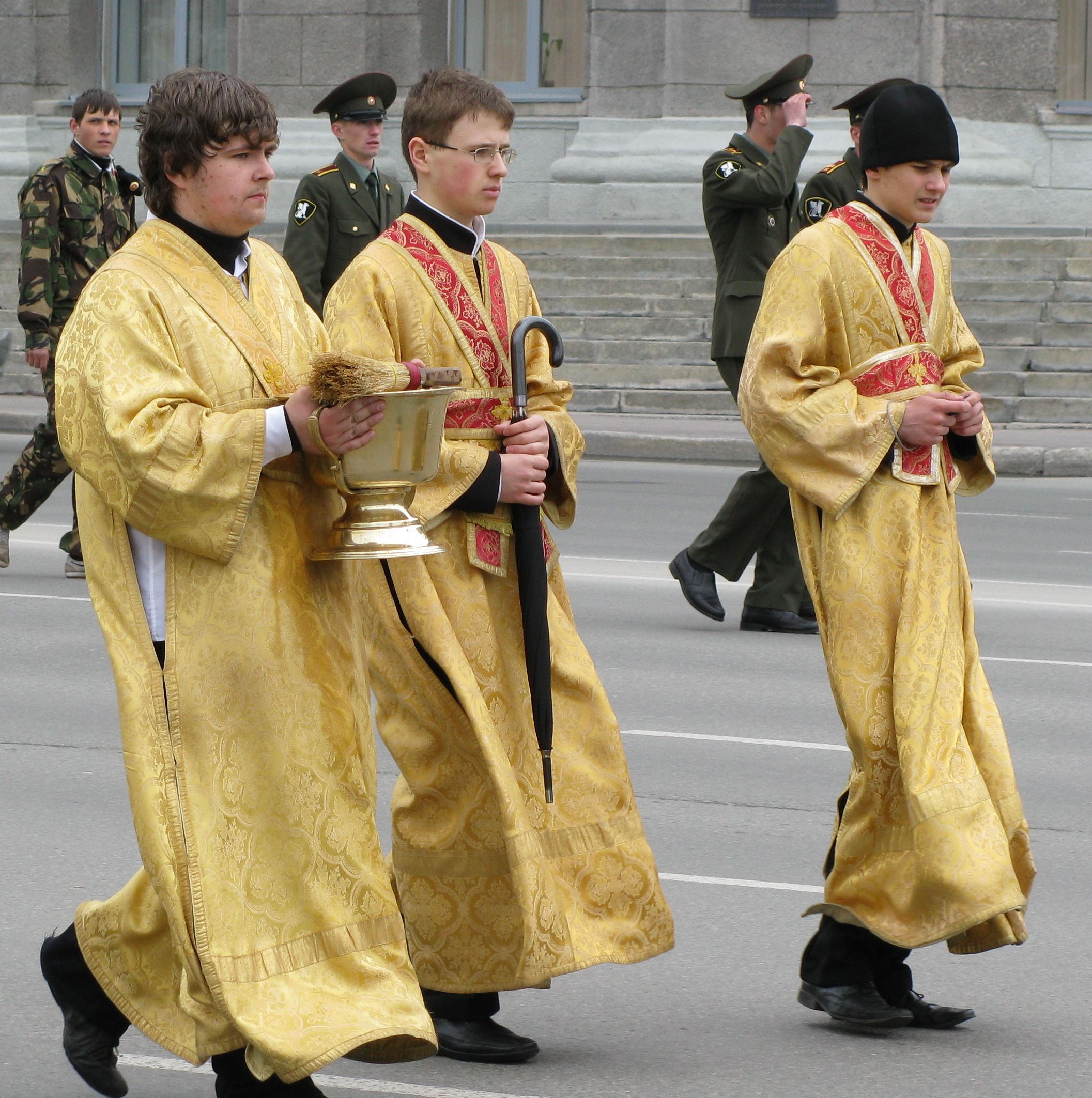
Subdiakoni przewiązani orarionami

Orarion (gr. ὀράριον) – długa, wąska szarfa z materiału noszona na sticharionie przez diakonów oraz subdiakonów w kościołach chrześcijańskich obrządków wschodnich, przede wszystkim bizantyjskich. Nazwa pochodzi od łacińskiego słowa ora – módl się, ponieważ wznosząc jeden z końców orarionu, diakon daje znak do modlitwy. Orarion symbolizuje skrzydła aniołów.

## Subdiakoni
Subdiakoni noszą orarion owinięty wokół bioder z przodu, na plecach skrzyżowany, a następnie jego końce są przeciągnięte przez ramiona i łączą się z przodu na pasie. Orarion subdiakoński zazwyczaj nie jest zdobiony krzyżykami. 

## Diakoni
Orarion pojedynczy

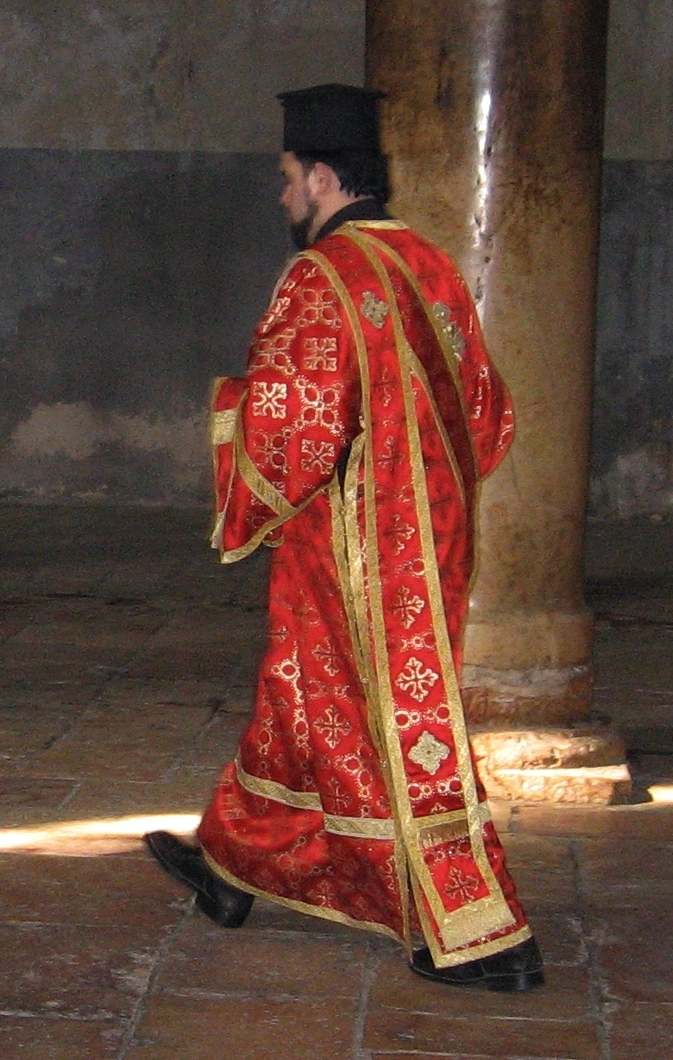
Prawosławny diakon ubrany w podwójny orarion

Diakon zakłada orarion na sticharion i nosi na lewym ramieniu. Przednią jego część trzyma w ręce podczas wygłaszania ektenii oraz w czasie innych czynności liturgicznych.
Orarion podwójny
W tradycji greckiej orarion jest dwukrotnie dłuższy niż orarion słowiański i owinięty jest dodatkowo wokół prawego boku. W tradycji rosyjskiej taki podwójny orarion noszą tylko diakoni, którzy otrzymali od biskupa stosowny przywilej. 
Orarion protodiakoński
Orarion diakoński jest zazwyczaj ozdobiony kilkoma krzyżykami. Protodiakoni i archidiakoni noszą podwójny orarion, ozdobiony dodatkowo słowami hymnu Serafinów „Święty, Święty, Święty, Pan Zastępów”. Taki orarion jest także znacznie szerszy niż zwykły.